# Groeningov muzej
Groeningov muzej je občinski muzej za likovno umetnost v belgijskem mestu Brugge.
Muzej predstavlja celovit pregled šestih stoletij flamskega in belgijskega slikarstva, od  Jana van Eycka do  Marcela Broodthaersa. Zbirka zgodnjega nizozemskega slikarstva (nizozemsko Vlaamse Primitieven) je znana v mednarodnem merilu in je bila podlaga za najpomembnejše razstave v zadnjih desetletjih.  Poleg tega ima muzej tudi pomembno zbirko del manjših mojstrov, ki so v 15. in 16. stoletju delovali v mestu Brugge in predstavljajo razvoj slikarstva v državah današnjega Beneluksa.
Nekateri vrhunci muzeja so:
- zbirka flamskih mojstrov s široko paleto del iz poznega srednjega veka in renesanse;.
- omejena zbirka slik iz baroka;
- izbor slik iz 18. in 19. stoletja, od neoklasicizma do realizma;
- mejniki belgijske simbolike in modernizma;
- mojstrovine flamskega ekspresionizma;
- dela iz zbirke sodobne povojne flamske umetnosti.

## Zgodovina
Med francosko zasedbo južne Nizozemske leta 1794 so iz cerkev, samostanov in javnih zgradb odnesli vse, kar ni bilo preveč pritrjeno ali pretežko ter odpeljali v Pariz. Revolucionarni "komisarji za umetnost" so potrebovali le nekaj mesecev, da so našli več kot 200 del flamske šole. 
Dela, ki niso bili prepeljana v Pariz, so bila shranjena v nekdanji Duinenabdij Potterierei v Bruggeu in so se pojavila v Muzeju šole oddelka v Lysu (Musée de l'Ecole Centrale du Département de la Lys). V njem je bilo zbranih približno petsto zaplenjenih del in iz te zbirke so številna vrhunska dela v Groeningovem muzeju.
Leta 1816 je bilo več del, ki so bila ukradena in prenesena v Pariz, vrnjena v Brugge in shranjena v akademiji, med drugim Madona kanonika van der Paeleja Jana Van Eycka, triptih Hansa Memlinga in Kambiz in sodnik Sisamnes Gerarda Davida. Slike, vrnjene leta 1803 iz muzeja v Lysu, vključno Smrt Marije Hugo van der Goes, Kristusov krst Gerarda Davida in Poslednja sodba  Jana Provoosta so medtem že bile v mestni hiši v Bruggeu.
Akademija je leta 1892 ponovno prenesla svojo zbirko v mestno hišo, to pa je bil začetek Mestnega muzeja slikarstva (Gemeentelijk Museum van Schilderkunst), poznejšega Muzeja lepih umetnosti (Museum van Schone Kunsten). Slike Groeningovega muzeja se bile tako v začetku 18. stoletja vrnjene v muzej akademije, zaradi česar je eden najstarejših muzejev v Belgiji. Ker Bogaerdnova šola ni bila primerna kot razstavni prostor, so se odločili za gradnjo novega muzeja, ki ga je oblikoval Joseph Viérin. To je trajalo do leta 1930, ko je bil na sedanjem mestu odprt Groeningov muzej. V novem muzeju so se razpršene zbirke lahko spet združile, tako da je razvoj umetnosti iz 15. stoletja do danes prikazan v enem muzeju.

## Nekatera dela
- Jan van Eyck:
- Devica in otrok s kanonikom van der Paelejem (1436)
  - Portret Margarete van Eyck (1439)
  - Kristusov portret (1440)

- Gerard David
  - Kambizova sodba (1498)
  - Kristusov krst (1502-1508)
- Hieronymus Bosch in delavnica
  - Poslednja sodba (1486)
- Adriaen Isenbrandt:
  - Portret Paulusa de Nigra (1518)
  - triptih
- Hugo van der Goes
  - Marijina smrt (1472-1480)
- Nicolaes Maes:
  - Portret štirih otrok (1657)
- Jan Provoost
  - Križanje (okoli 1500)
  - Poslednja sodba za mestno hišo v Bruggeu (1525)
- Dirk Bouts
  - Triptih, mučeništvo svetega Hipolita
- Fernand Khnopff
  - Skrivni reflektor
- René Magritte
  - Atentat